# Drayton (Cherwell)
Drayton – wieś w Anglii, w hrabstwie Oxfordshire, w dystrykcie Cherwell. Leży 37 km na północ od Oksfordu i 107 km na północny zachód od Londynu. W 2001 miejscowość liczyła 247 mieszkańców.